# Abținere
Abținerea este un termen folosit în procedura alegerilor în cazul în care un alegător nu merge să voteze (în ziua alegerilor) sau, în procedura parlamentară, când este prezent în timpul votului, dar nu votează. Abținerea este opusă și diferită față de buletinele „nule” prin care un alegător introduce în urnă buletinul de vot pe care îl marchează intenționat nemarcat/neștampilat, în mod greșit sau neaplicând nici un fel de semn electoral oficial. 
Buletinul „nul” (sau „alb”) al alegătorului contează ca vot exprimat, deși votul lui poate fi considerat drept irosit (sau viciat ori nevalid), în funcție de legislație, pe când în cazul abținerii alegătorul decide să nu voteze deloc, deci să nu se deplaseze la secția de votare unde este arondat. Ambele forme (abținerea și votul „alb” sau votul nul) pot fi sau nu, în funcție de situație, considerate ca un protest față de procedura de votare (de asemenea cunoscută sub denumirea de „vot alb” sau „vot nul”) și față de un anumit sistem politic care este la putere înainte de alegeri.   
Abținerile nu țin cont de votarea negativă sau pozitivă. Atunci când votanții se abțin de la procedura de vot din cadrul unor alegeri într-o democrație, aceștia participă efectiv doar la un cvorum (i.e., un cvorum de neprezentare din totalul de electori). Cu toate acestea, voturile de tip „alb” sau nul pot fi luate în considerare în totalul voturilor, în funcție de legislația țării unde se desfășoară alegerile.